# Gigantismo
Em medicina, o gigantismo é uma enfermidade hormonal causada pela excessiva secreção do hormônio do crescimento durante a idade do crescimento; se ocorrer na fase adulta é denominada de acromegalia. Os indivíduos que sofrem desta doença alcançam estaturas entre 2,30 m e 2,75 m.
Entre os sintomas se encontra altura muito acima da média, as dores de cabeça, o atraso da puberdade, entre outros. Para confirmar a existência desta enfermidade se recorre a exames de sangue para medir a quantidade de hormônio de crescimento e, a causa pode ser confirmada na realização de uma tomografia para descartar um possível tumor na glândula pituitária.
O tratamento consiste em reduzir a produção do hormônio de crescimento. Esta redução pode ser obtida pela administração de medicamentos, ou recorrer ao processo cirúrgico se a produção excessiva for ocasionada por um tumor.

## No Brasil
No Brasil, a gaúcha Kátia D'Ávilla Rodrigues de 48 anos, sofria de um tumor na glândula hipófise que a fez crescer até 2,38 m. Esse tipo de tumor pode ser extirpado cirurgicamente, mas no caso de Kátia essa opção não foi possível e seu crescimento precisou ser controlado com medicamentos. Ela morreu no dia 9 de dezembro de 2011, em decorrência de complicações respiratórias.